# Francesco Lasca
Francesco Lasca, né le 29 mars 1988 à Osimo (province d'Ancône), est un coureur cycliste professionnel italien..

## Biographie
Enrôlé dans l'équipe Caja Rural en 2012, il donne très rapidement un aperçu de son talent, en remportant une étape du Circuit de Lorraine, une au Tour du Portugal et en se classant dans les dix premiers d'autres épreuves européennes (huitième lors du Cholet-Pays de Loire ou septième à Fourmies, par exemple).
Il commence la saison 2013, sous les mêmes auspices, en s'imposant au Tour de La Rioja et en montant sur le podium de la Clásica de Almería et du Tour de Castille-et-León. Mais il se fracture le bassin au Tour de Norvège, interrompant sa saison. Il la reprend fin juillet et termine troisième d'une étape du Tour de Burgos, quelques jours plus tard. Fin août, il participe à son premier grand tour, le Tour d'Espagne 2013, se classant deux fois dans les dix premiers aux arrivées d'étape. Cependant, il termine l'année avec de nombreuses douleurs persistantes, ce qui le conduit à consulter des experts médicaux qui lui trouvent une lésion à la hanche. L'opération se déroule en décembre.
Son contrat renouvelé jusqu'en 2015, après quasiment six mois sans compétition, il renoue avec celle-ci lors du Grand Prix de Camaiore. L'épreuve italienne est sa première course depuis le Tour d'Espagne. Il n'est pas conservé à la fin de la saison.
Il annonce sa retraite définitive à la fin de l'année 2017, après plusieurs tentatives et interventions médicales pour revenir dans le monde professionnel.

## Palmarès

### Palmarès amateur
- 2006
  - 3e étape du Giro di Basilicata
- 2007
  - Trofeo Edilizia Mogetta
  - 3e du Grand Prix de la ville de Vinci
- 2008
  - Trofeo di Autunno del Monte Pisano
  - 2e du Mémorial Benfenati
  - 2e de Florence-Modène
  - 3e de la Coppa Ciuffenna
- 2009
  - Gran Premio d'Apertura
  - Coppa Penna
  - 3e du Gran Premio della Liberazione
  - 3e du Mémorial Benfenati
  - 3e du Trofeo Festa Patronale
- 2010
  - 2e du Grand Prix de la ville de Vinci
  - 3e du Gran Premio Sportivi Poggio alla Cavalla
  - 3e de la Coppa Ciuffenna
- 2011
  - Coppa Lanciotto Ballerini
  - Trofeo Città di Montevarchi
  - Gran Premio Vivaisti Cenaiesi
  - 2e du Trofeo Gruppo Meccaniche Luciani
  - 3e du Gran Premio Sportivi Poggio alla Cavalla
  - 3e de la Coppa Collecchio

### Palmarès professionnel
- 2012
  - 2e étape du Circuit de Lorraine
  - 2e étape du Tour du Portugal
- 2013
  - Tour de La Rioja
  - 3e de la Clásica de Almería
  - 3e du Tour de Castille-et-León
- 2014
  - 2e du Tour de La Rioja

## Résultats sur les grands tours

### Tour d'Espagne
2 participations
- 2013 : 140e
- 2014 : 156e

## Classements mondiaux
| Année           | 2009 | 2010 | 2011 | 2012 | 2013 | 2014 |
| --------------- | ---- | ---- | ---- | ---- | ---- | ---- |
| UCI Europe Tour | 698e |      |      | 124e | 24e  | 192e |